# 1億3000万人のとっておき!!実は…大事典
1億3000万人のとっておき!!実は…大事典は、テレビ朝日の『日曜ワイド』枠で2008年に放送されたバラエティ番組。

## 概要
視聴者から様々なテーマに対してのとっておきな情報（雑学）を募り、その情報を検証して発表。その中から監修委員（ゲスト）が一番良かったと思う情報を選ぶ。

## 出演

### MC
- 大木優紀（テレビ朝日アナウンサー）（第1回～）
- 前田有紀（テレビ朝日アナウンサー）（第1回）
- 堂真理子（テレビ朝日アナウンサー）（第2回）

### 監修委員
- いとうせいこう（第1回～）
- 柴田理恵（第1回～）
- 里田まい（第1回～）
- おぎやはぎ（第1回）
- バナナマン（第2回）

### ナレーター
- 太田真一郎（第1回～）

## スタッフ
- 構成：渡辺真也、町田裕章、北本かつら、岩本哲也、柳しゅうへい、樅野太紀、矢野了平、藤原昭彦
- TD：熱田大
- カメラ：吉岡親志
- 音声：内野陽介
- 照明：湊健太郎
- スタジオ技術：テイクシステムズ、共立
- ロケ技術：スウィッシュ・ジャパン
- 美術：玉置未和
- 美術進行：金原典代（テレビ朝日クリエイト）
- 大道具：木下勇輝
- 小道具：長谷川剛
- 電飾：町端航
- モニター：石井智之
- メイク：段久美子
- CG：福田隆之
- 編集：大関秀雄（麻布プラザ）
- MA：中尾和博（麻布プラザ）
- 音効：加藤つよし
- TK：丸山和子
- 編成：村上浩一、西村裕明
- 広報：蓮実理奈
- デスク：渡辺裕美
- AD：中村いずみ
- ディレクター：福岡和哉、高橋良行、石武士、尾崎義史、中田三浩、中西正太、山泉貴弘、浦田祐一郎、持田順也、井上伸正
- 演出：山岡重樹
- プロデューサー：高橋正輝 ／ 小島俊一（創輝）、橘庸介（レジスタx1）
- チーフプロデューサー：藤井智久
- 制作協力：創輝、レジスタx1（第1,2回は『x1』と表記された）
- 制作著作：テレビ朝日

## 放送日時
すべてJST。
- 第1回　2008年1月27日（日）15：30〜17：25
- 第2回　2008年2月17日（日）15：30〜17：25

## 遅れネット局
- BSS山陰放送（TBS系列）　2008年3月22日（土）13：00〜14：55（第2回のみ）
- FBC福井放送（日本テレビ系列とクロスネット）　2008年3月30日（日）15：00〜16：54（第2回のみ）
- QAB琉球朝日放送（テレビ朝日系列）　2008年4月19日（土）12：00〜13：55（第2回のみ）
- OAB大分朝日放送（テレビ朝日系列）　2008年6月13日（日）15：30〜17：25（第2回のみ）
- KHB東日本放送（テレビ朝日系列）　2008年6月19日（土）13：00〜14：55（第2回のみ）